# ディアボーンハイツ (ミシガン州)
ディアボーンハイツ（英: Dearborn Heights）は、アメリカ合衆国ミシガン州ロウアー半島のデトロイト川近く、ウェイン郡に位置する都市。デトロイト都市圏に属している。人口は5万6415人（2014年推計）。

## 歴史
ディアボーンハイツは、「ディアボーン郡区」の2つの不連続な部分と、インクスターと呼ばれる村から長さ4分の1マイル (400 m) の帯状の接続部を合わせて法人化された。法人化の請願書は1960年3月4日金曜日に届け出られ、インクスターの役人がその法人化請願書を1960年3月7日月曜日に配達した。住民は1960年6月20日の住民投票でディアボーンハイツの法人化を承認し、それが法人化の公式な日となっている。黒人が人口の過半を占めるインクスター（現在は市）が、ディアボーンハイツの形は人種差別的な選挙区割りを反映していると主張して、訴訟を起こした。ミシガン州最高裁判所は、インクスターが法的に認識できる障害を示すことができていないと判断し、その訴訟を却下した。
ディアボーンハイツはベッドタウンと考えられている。

## 地理
アメリカ合衆国国勢調査局に拠れば、市域全面積は11.75平方マイル (30.43 km2)であり、このうち陸地11.74平方マイル (30.41 km2)、水域は0.01平方マイル (0.03 km2)で水域率は0.09%である。ディアボーンハイツ市の南部はイコース・クリーク（イコース川とも呼ばれる）北支流の流域にある。イコース川を囲む地域は洪水の危険性がある。市内北部はルージュ川の流域である。

## 人口動態
2014年までにアラブ系アメリカ人が多く市内に転入して来て、市内の北部が南部に比べて多くのアラブ系が住むようになった。ディアボーン市のアラブ系事業の多くがディアボーンハイツにも支店を設立した。2014年、ディアボーンハイツ地域社会および経済開発の監督であるロン・エイメンが、アラブ系は市人口の約25%になっていると述べた。

### 2010年国勢調査
以下は2010年国勢調査による人口統計データである。
| 基礎データ - 人口: 57,774 人 - 世帯数: 22,266 世帯 - 家族数: 14,591 家族 - 人口密度: 1,900.0人/km2（4,921.1 人/mi2） - 住居数: 24,068 軒 - 住居密度: 791.5軒/km2（2,050.1 軒/mi2） 人種別人口構成 - 白人: 86.1% - アフリカン・アメリカン: 7.9% - ネイティブ・アメリカン: 0.4% - アジア人: 1.7% - その他の人種: 1.0% - 混血: 2.8% - ヒスパニック・ラテン系: 4.7% | 年齢別人口構成 - 18歳未満: 25% - 18-24歳: 8.6% - 25-44歳: 25.2% - 45-64歳: 25.2% - 65歳以上: 16.1% - 年齢の中央値: 38歳 - 性比（女性100人あたり男性の人口） - 総人口: 93.8 世帯と家族（対世帯数） - 18歳未満の子供がいる: 32.1% - 結婚・同居している夫婦: 46.0% - 未婚・離婚・死別女性が世帯主: 13.9% - 非家族世帯: 34.5% - 単身世帯: 30.1% - 65歳以上の老人1人暮らし: 13.5% - 平均構成人数 - 世帯: 2.57人 - 家族: 3.23人 |

### 2000年国勢調査
以下は2000年国勢調査による人口統計データである。
| 基礎データ - 人口: 58,264 人 - 世帯数: 23,276 世帯 - 家族数: 15,781 家族 - 人口密度: 1,919.4人/km2（4,973.1 人/mi2） - 住居数: 23,913 軒 - 住居密度: 787.8軒/km2（2,041.1 軒/mi2） 人種別人口構成 - 白人: 91.64% - アフリカン・アメリカン: 2.12% - ネイティブ・アメリカン: 0.37% - アジア人: 2.24% - 太平洋諸島系: 0.01% - その他の人種: 0.81% - 混血: 2.81% - ヒスパニック・ラテン系: 3.39% 先祖による構成 - ポーランド系：19.8% - ドイツ系：12.3% - アラブ系：8.8% - イタリア系：8.3% - アイルランド系：8.0% - イギリス系：5.3% 言語による構成 - 英語：82.1% - アラビア語：6.6% - ポーランド語：2.3% - スペイン語：2.1% - イタリア語：1.5% - マケドニア語：1.0% | 年齢別人口構成 - 18歳未満: 22.5% - 18-24歳: 7.5% - 25-44歳: 29.5% - 45-64歳: 21.7% - 65歳以上: 18.7% - 年齢の中央値: 39歳 - 性比（女性100人あたり男性の人口） - 総人口: 93.2 - 18歳以上: 90.4 世帯と家族（対世帯数） - 18歳未満の子供がいる: 27.5% - 結婚・同居している夫婦: 52.7% - 未婚・離婚・死別女性が世帯主: 10.8% - 非家族世帯: 32.2% - 単身世帯: 28.0% - 65歳以上の老人1人暮らし: 13.0% - 平均構成人数 - 世帯: 2.47人 - 家族: 3.04人 収入と家計 - 収入の中央値 - 世帯: 48,222米ドル - 家族: 54,392米ドル - 性別 - 男性: 45,226米ドル - 女性: 29,234米ドル - 人口1人あたり収入: 22,829米ドル - 貧困線以下 - 対人口: 6.1% - 対家族数: 4.4% - 18歳未満: 8.5% - 65歳以上: 4.7% |

## 経済
2014年時点で、市内最大の雇用主は市政府そのものである。第2位はH.Y.P.E アスレティックスであり、200人以上を雇用している。

## ディアボーンハイツ増税分財務公社 (TIFA)
1986年にディアボーンハイツ増税分財務公社を設立して以来、新しい司法センターやJFK図書館など多くのプロジェクトが完成した。この公社はミシガン州とディアボーンハイツ市の外郭となる市民サービス部局である。その目的は経済的再活性化と歴史の保存を奨励することである。地域内の全ての住人の生活水準を上げる動きを続けるために、組織が残っている。
有用資産リスト
有用資産リストはディアボーンハイツ増税分財務公社のウェブサイトで定期的に更新されている。地区内にある分譲用商業用地と工業用地全ての包括的リストであり、適切な不動産業者のために土地の使用と連絡先が備えられている。このリストの目的は事業を促進あるいは提唱するためではなく、地区内の資産の未利用を回避し、商業ビルの入居率を上げ、それで地元経済に刺激を与えることである。
近年のプログラム
2008年6月に事業改善プログラムが立ち上げられた。これはディアボーンハイツ増税分財務公社の地区内にある建物を修繕したり、劣化した外観を改善したりしようという事業主を援助するように考案された助成プログラムである。

## 教育

### 初等中等教育

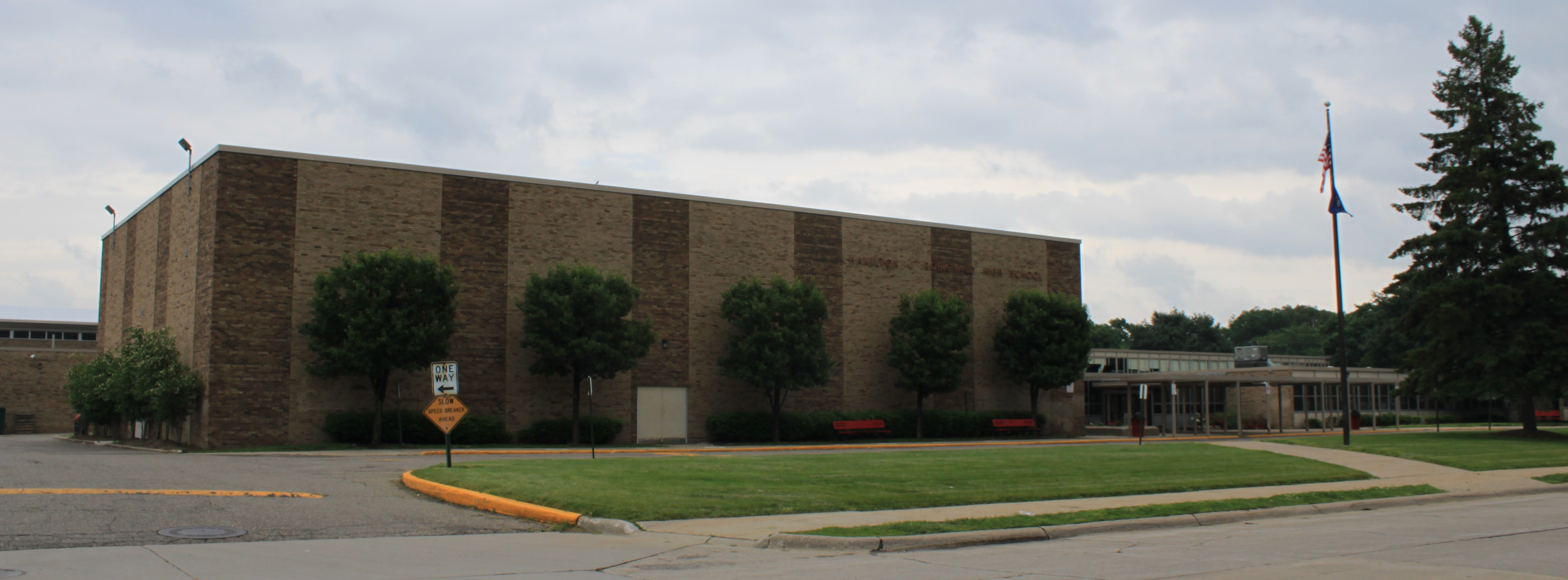
ロビショード高校

ディアボーンハイツは5つの教育学区に分けられる。北端の住民の大半はクレストウッド教育学区あるいはディアボーン公共教育学区に入り、南端の住民はウェスウッド・コミュニティ教育学区あるいはディアボーンハイツ第7教育学区に入る。
ディアボーンハイツには学区のある高校3校がある。ビーチデイリー道路沿いのクレストウッド高校（クレストウッド教育学区）、ジャネット通り沿いのロビショード高校（ウェスウッド・コミュニティ教育学区）、クリッパート通り沿いのアナポリス高校（ディアボーンハイツ第7教育学区）である。
数学・科学・工業ディアボーン・センターはディアボーン公共教育学区のマグネットスクールであり、ディアボーンハイツ市内にある。
市内の小部分がウェイン・ウェストランド・コミュニティ教育学区に入っている。インクスター市のヒックス小学校、ウェストランドのマーシャル上級小学校、ウェストランドのスティーブンソン中学校、ウェストランドのジョン・グレン高校が学区に入っている。
ディアボーンハイツのテイラー教育学区に入る部分は、テイラーパークス小学校、フーバー中学校、ハリー・S・トルーマン高校が割り当てられ、全てテイラーにある。
クララ・B・フォード・アカデミーはディアボーンハイツ市内にある。
グローバル・エデュケーショナル・エクサレンスがディアボーンハイツ市内にあるチャータースクールのグローバル・ハイツ・アカデミー（幼稚園から5年生）を運営している。

### 私立学校
ローマ・カトリック教会デトロイト大司教区がディアボーンハイツ市内にあるセントメル小学校を運営していたが、2005年に閉校となった。その他の私立学校として、セントリナス・カトリック学校とセントアンセルム・カトリック学校がある。

### 高等教育機関
ヘンリー・フォード・カレッジのキャンパスが1970年代半ばから2014年まで、町の北端にあった。